# Davy Sardou
Pour les articles homonymes, voir Sardou.
 (juin 2017).
Si vous disposez d'ouvrages ou d'articles de référence ou si vous connaissez des sites web de qualité traitant du thème abordé ici, merci de compléter l'article en donnant les références utiles à sa vérifiabilité et en les liant à la section « Notes et références ».
Davy Sardou, né le 1er juin 1978 à Boulogne-Billancourt, est un acteur français.

## Biographie

### Jeunesse
Né dans une famille d’artistes, il est le fils de Michel Sardou et d'Élisabeth Haas, dite Babette, le petit-fils des comédiens Fernand et Jackie Sardou, le frère du romancier Romain Sardou et l’arrière-petit-fils de l'artiste Valentin Sardou.

### Carrière
En 1998, il suit des cours de théâtre à New York, à l’institut Lee Strasberg avec Robert Castle, il assiste également à des séances de l’Actors Studio avec Harvey Keitel et Ellen Burstyn. Il commence sa carrière en 1998 au théâtre dans une mise en scène de Robert Castle au théâtre Sanford Meisner avec Créanciers d'August Strindberg. On le voit également la même année dans Les Trois Sœurs d'Anton Tchekhov au Pantheon Theater.
En 2001, il revient en France et joue dans plusieurs pièces de théâtre à succès : Copier/Coller de Jean-Marie Chevret au théâtre Michel, Arsenic et Vieilles Dentelles de Joseph Kesselring dans une mise en scène de Thierry Harcourt, Oscar au théâtre du Gymnase et avec son père dans Secret de famille d'Éric Assous au théâtre des Variétés. En 2010, il joue dans Léocadia de Jean Anouilh au théâtre 14 aux côtés de Geneviève Casile et Noémie Elbaz.
À noter qu’en 2004, il compose la musique de la chanson Espérer pour son père sur l’album Du plaisir.
En 2011, Davy est nommé aux Molières pour sa prestation dans Le Nombril de Jean Anouilh.
Après Le Songe d'une nuit d'été de William Shakespeare, dans une mise en scène de Nicolas Briançon au Théâtre de la Porte-Saint-Martin en 2011, il joue en 2012 dans L'Alouette de Jean Anouilh, dans une mise en scène de Christophe Lidon au Théâtre Montparnasse puis au théâtre du CADO d'Orléans.
De 2013 à 2015, il joue aux côtés de Francis Huster dans L'Affrontement (en) de Bill C. Davis au Théâtre Rive Gauche puis en tournée, pièce pour laquelle il obtient le Molière du comédien dans un second rôle.
En juin 2024, il rejoint le casting de Plus belle la vie, encore plus belle sur TF1 dans le rôle de l'infirmier Pascal Brach.

### Vie privée
Davy Sardou et la comédienne Noémie Elbaz, sont les parents de Lucie, née le 13 juin 2013. Le couple se sépare en 2018.

## Théâtre
- 2002 : L'Homme en question de Félicien Marceau, mise en scène de Jean-Luc Tardieu, au théâtre de la Porte-Saint-Martin et tournée
- 2004-2005 : Copier/Coller de Jean-Marie Chevret, mise en scène de Jean-Pierre Dravel et Olivier Macé, au théâtre Michel
- 2006-2007 : Arsenic et Vieilles Dentelles de Joseph Kesselring, mise en scène de Thierry Harcourt au théâtre Tête d'Or, à Lyon et en tournée
- 2008 : Oscar de Claude Magnier, mise en scène de Philippe Hersen, au théâtre du Gymnase Marie-Bell
- 2008-2009 : Secret de famille d'Éric Assous, mise en scène de Jean-Luc Moreau, au théâtre des Variétés et en tournée
- 2009 : Bon Anniversaire, mise en scène de Thierry Harcourt, pour les 60 ans du Festival d'Anjou
- 2010 : Léocadia de Jean Anouilh, mise en scène de Thierry Harcourt, au théâtre 14 Jean-Marie Serreau
- 2011 : Le Nombril de Jean Anouilh, mise en scène de Michel Fagadau, à la Comédie des Champs-Élysées
- 2011 : Le Songe d'une nuit d'été de William Shakespeare, mise en scène de Nicolas Briançon, au Festival d'Anjou et au théâtre de la Porte-Saint-Martin
- 2012 : L'alouette de Jean Anouilh, mise en scène de Christophe Lidon, au Théâtre Montparnasse, création CADO d'Orléans
- 2013-2015 : L'Affrontement de Bill C. Davis, mise en scène de Steve Suissa, au Théâtre Rive Gauche et en tournée
- 2014 : Sacha Guitry et son double de Pierre Tré-Hardy, mise en lecture de Steve Suissa, au Festival de Grignan
- 2014 : Georges et Georges d'Éric-Emmanuel Schmitt, mise en scène de Steve Suissa, au Théâtre Rive Gauche
- 2015 : Les vœux du cœur de Bill C. Davis, mise en scène d'Anne Bourgeois, Théâtre La Bruyère
- 2016 : Le plus beau jour de David Foenkinos, mise en scène d'Anne Bourgeois, Théâtre Hébertot
- 2017 : Hôtel des deux mondes, d'Éric-Emmanuel Schmitt, mise en scène d'Anne Bourgeois, Théâtre Rive Gauche
- 2018 : La Collection d'Harold Pinter, mise en scène de Thierry Harcourt, théâtre de Paris
- 2018 : L'Histoire du soldat de Charles Ferdinand Ramuz et Igor Stravinsky, mise en scène de Côme de Bellescize, Théâtre de Rungis
- 2018 : Signé Dumas de Cyril Gély et Éric Rouquette, mise en scène de Tristan Petitgirard, Théâtre Actuel (Festival off d'Avignon) puis théâtre La Bruyère
- 2021 : Saint-Exupéry, le mystère de l’aviateur de Arthur Jugnot et Flavie Péan, mise en scène de Arthur Jugnot, Théâtre des Béliers (Festival off d'Avignon) puis théâtre du Splendid
- 2022 : Boire, fumer et conduire vite de et mise en scène Philippe Lellouche, Théâtre de la Madeleine
- 2022 : Au scalpel d'Antoine Rault, mise en scène Thierry Harcourt, Théâtre des Gémeaux (Festival off d'Avignon) puis théâtre des Variétés
- 2024 : L'Ami du Président de Félicien Marceau, mise en scène Christophe Lidon, théâtre des Gémeaux festival off d'Avignon
- 2025 : Amis pour la vie de Bertrand Marcos, mise en scène de l'auteur, Théâtre de l’Oeuvre

## Filmographie
Sauf indication contraire, les informations mentionnées dans cette section peuvent être confirmées par la base de données cinématographiques IMDb,  présente dans la section « Liens externes ».
- 2001 : Le Groupe, série créée par Jean-Luc Azoulay et Bénédicte Laplace : Davy
- 2004 : Léa Parker, épisode Chaos réalisé par Laurent Bregeat : David
- 2004 : Navarro, épisode Mortelles violences réalisé par Jean Sagols : Guillaume Lerney
- 2006 : Profils criminels de Laurent Carcélès : Phillipe Davel
- 2007 : Sauveur Giordano, épisode Crédit pour un meurtre réalisé par Dominique Tabuteau : Stan
- 2010 : Le Roi, l'Écureuil et la Couleuvre de Laurent Heynemann : Louis XIV
- 2011 : Bienvenue à Bouchon réalisé par Luc Béraud : Crouton
- 2013 : RIS police scientifique, épisode Le temps qu'il nous reste réalisé par Alain Brunard : Stéphane Colbert
- 2013 : Section de recherches, épisode Tarif de nuit réalisé par Gérard Marx : Damien Sagnac
- 2013 : Victor Young Perez de Jacques Ouaniche : Maxo
- 2014 : Les Fées du logis de Pascal Forneri : François Dumontet
- 2022 : Croisement Gaza Boulevard Saint-Germain de Jacques Ouaniche
- 2024 : Plus belle la vie, encore plus belle : Pascal Brach / Laurent Castain (saison 1)

## Distinctions
- Molières 2011 : nomination au Molière du jeune talent masculin pour Le Nombril
- Molières 2014 : Molière du comédien dans un second rôle pour L'Affrontement